# حسن متین

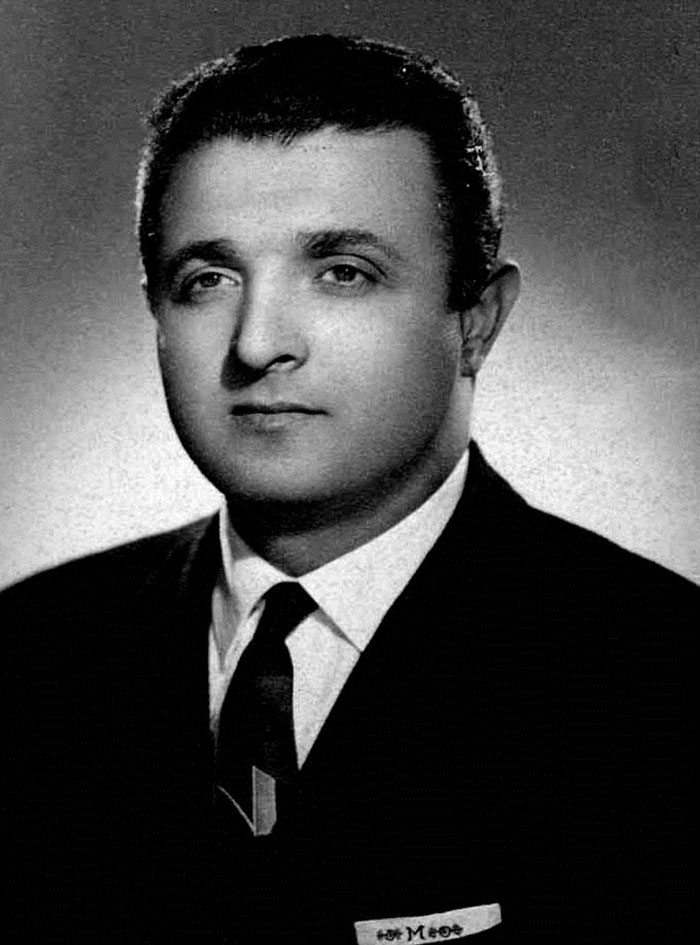
حسن متین

حسن متین  سیاست‌مدار ایرانی بود، که در دوره بیستم ، دوره بیست و دوم و  دوره بیست و سوم بعنوان نماینده بابل در مجلس شورای ملی حضور داشت.